# Diane Rouxel
Pour les articles homonymes, voir Rouxel.
Diane Rouxel est une actrice française, née le 14 août 1993 à Ambilly.

## Biographie
Diane Rouxel, petite-fille d'Yves La Prairie, naît en 1993.
Elle étudie les arts plastiques avant de s'orienter vers le cinéma.

## Filmographie

### Cinéma

#### Longs métrages
- 2014 : The Smell of Us de Larry Clark : Marie[2]
- 2015 : La Tête haute d'Emmanuelle Bercot : Tess[2]
- 2015 : Fou d'amour de Philippe Ramos : Rose
- 2016 : Moka de Frédéric Mermoud : Élodie
- 2017 : Les Garçons sauvages de Bertrand Mandico : Hubert[2]
- 2017 : Mes provinciales de Jean Paul Civeyrac : Lucie[2]
- 2018 : Volontaire d'Hélène Fillières : Laure[2]
- 2018 : Marche ou crève de Margaux Bonhomme : Élisa
- 2020 : La Terre des hommes de Naël Marandin : Constance
- 2022 : Le Soleil de trop près de Brieuc Carnaille : Élodie
- 2023 : Sapin$ de Stéphane Moukarzel : Laura

#### Courts métrages
- 2015 : The Mouth de Thomas Aufort : Julia
- 2015 : Le Manège de Victor Dekyvère : Charlotte
- 2016 : Laguerta de Laure Atanasyan

### Télévision
- 2021 : Le Bruit des trousseaux de Philippe Claudel : Lise Chartier
- 2023  : Une confession d'Hélène Fillières : Clarisse Marquand

### Clips
- 2017 : Swim de Her ft Zefire
- 2018 : Icarus de Her
- 2018 : Kimono dans l’ambulance d'Indochine
- 2022 : Breathtaking de Thom Draft, réalisé par Valentin Guiod

## Distinctions

### Récompenses
- Festival Jean-Carmet 2015 : Prix du Jury du meilleur second rôle féminin pour Fou d'amour
- Festival international du film de Saint-Jean-de-Luz 2018 : Chistera de la meilleure interprétation féminine pour Marche ou crève
- Prix Romy-Schneider 2019
- Festival de Mons 2021 : Prix d'interprétation pour La Terre des hommes[4],[5]

### Nominations
- César 2016 : meilleur espoir féminin pour La Tête haute
- César 2019 : présélection « Révélation » pour le César du meilleur espoir féminin pour Marche ou crève
- César 2022 : présélection « Révélation » pour le César du meilleur espoir féminin pour La Terre des hommes